# Euproctis rhabdoides
Euproctis rhabdoides är en fjärilsart som beskrevs av Collenette 1947. Euproctis rhabdoides ingår i släktet Euproctis och familjen tofsspinnare. Inga underarter finns listade i Catalogue of Life.